# Azərbaycan marşı
"Azərbaycan Marşı" (Hành khúc Azerbaijan) là quốc ca nước Cộng hoà Azerbaijan. Phần nhạc được sáng tác bởi Uzeyir Hajibeyov, với lời bài hát của nhà thơ Ahmad Javad. Chính phủ Cộng hòa Azerbaijan đã chính thức thông qua bài quốc ca vào năm 1920 với việc thông qua sắc lệnh, "Bài thánh ca của nhà nước Cộng hòa Azerbaijan." Năm 1992, sau khi Liên Xô tan rã, chính phủ của Azerbaijan đã chính thức khôi phục "Azərbaycan Marşı" làm quốc ca.
Chính phủ Azerbaijan cũng đã chính thức tuyên bố quốc ca là "biểu tượng thiêng liêng của nhà nước Azerbaijan, sự độc lập và thống nhất của Azerbaijan."
Kể từ năm 2006, một đoạn lời bài hát từ quốc ca được viết trên tờ tiền mặt sau của tờ 5 manat Azerbaijan. Vào năm 2011, để kỷ niệm 20 năm độc lập của Azerbaijan từ Liên Xô, chính phủ đã phát hành một con tem kỷ niệm quốc ca. Nó có giá 1 manat và với số lượng phát hành là 5.000.

## Lịch sử

### Thời kì dân chủ cộng hòa và Xô viết
Vào năm 1919, nước Cộng hòa Dân chủ Azerbaijan được sáng lập, chính quyền mới tuyên bố tổ chức cuộc thi sáng tác quốc ca, quốc huy và con dấu nhà nước. Giải thưởng trị giá 15.000 rúp sẽ được trao cho người chiến thắng trong phần thi sáng tác quốc ca.
Trong hoàn cảnh đó, nhà soạn nhạc người Azerbaijan Uzeyir Hajibeyov đã cho ra đời hai bài hành khúc. Năm 1919, tác phẩm này nhận được giải thưởng đầu tiên do chính phủ Cộng hòa Dân chủ Azerbaijan công bố. Bài khúc quân hành còn lại là "Hành khúc Azerbaijan" (Azərbaycan marşı). Nhà âm nhạc học người Thổ Etem Üngör từng nhận xét: "Vào những năm đó, khi Azerbaijan chưa đánh mất nền độc lập của chính mình, bản hành khúc vẫn thường được cất lên tại các trường quân đội trước giờ học".
Năm 1922, chính phủ của nền Cộng hoà Xô viết mới thành lập đã thay thế "Azərbaycan marşı" thành bài "Quốc tế ca" – quốc ca Liên Xô lúc bấy giờ. Năm 1944, trong cuộc Chiến tranh thế giới thứ hai, "Quốc tế ca" được thay thế bằng quốc ca mới của Liên bang Xô viết, đồng thời một bài quốc ca của Cộng hòa Xã hội chủ nghĩa Xô viết Azerbaijan cũng được áp dụng một năm sau đó. Bài tụng ca được sáng tác bởi Uzeyir Hajibeyov, đồng tác giả bài Azərbaycan marşı. Lời bài hát được thay đổi năm 1978 khi Suleyman Rustam, Samad Vurgun và Huseyn Arif loại bỏ phần lời liên quan đến Joseph Stalin.
Năm 1989, sau nhiều năm thay đổi do chính sách perestroika (cải tổ) mang lại, nhà soạn nhạc Aydin Azimov đã thu xếp một bản thu âm hiện đại của bài quốc ca, được cử hành bởi một dàn giao hưởng và hợp xướng. Mùa thu năm đó, "Azərbaycan marşı" được phát sóng trên truyền hình và radio ở Azerbaijan, 70 năm sau khi nó được giới thiệu.

### Thời kì hậu Xô viết
Với sự sụp đổ của Khối Đông và Liên Xô, vào mùa xuân năm 1992, các nhà lãnh đạo của chính phủ Azerbaijan độc lập đã đề xuất rằng bài quốc ca gốc từ thời tiền cộng sản nên được khôi phục làm quốc ca của một nước Azerbaijan mới. Milli Mejlis (Quốc hội) đã ký nó thành luật vào ngày 27 tháng 5 năm 1992.
Milli Mejlis nước Cộng hoà Azerbaijan quyết định:

- Phê chuẩn Quy định về Quốc ca nước Cộng hòa Azerbaijan:
- Phê chuẩn bài "Hành khúc Azerbaijan" do Uzeyir Hajibeyov soạn nhạc và Ahmed Javad viết lời là Quốc ca nước Cộng hòa Azerbaijan

Luật nước Cộng hòa Azerbaijan: Về việc phê chuẩn Quy định về Quốc ca nước Cộng hòa Azerbaijan

Milli Mejlis nước Cộng hòa Azerbaijan quyết định:

1. Phê chuẩn Quy định về Quốc ca nước Cộng hòa Azerbaijan (đính kèm).
2. Quy định về Quốc ca nước Cộng hòa Xã hội chủ nghĩa Xô viết Azerbaijan được phê chuẩn theo Sắc lệnh của Đoàn Chủ tịch Xô viết tối cao Cộng hòa Xã hội chủ nghĩa Xô viết Azerbaijan ngày 12 tháng 9 năm 1984 (Điều 152, Mục 17, Thông tin về Xô viết tối cao Cộng hòa Xã hội chủ nghĩa Xô viết Azerbaijan, 1984) sẽ được coi là không hợp lệ.
3. Luật này có hiệu lực kể từ ngày ký.

Milli Mejlis, ngày 2 tháng 3 năm 1993
Vào tháng 11 năm 2018, nghị sĩ Tahir Karimli từng kiến nghị giảm thời lượng của bài quốc ca và loại bỏ những nốt trầm buồn. Tuy nhiên, bản kiến nghị không được xã hội đồng tình hoan nghênh.

## Lời bài hát

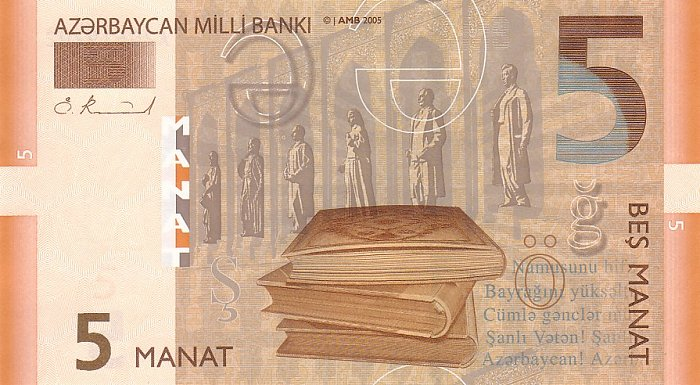
Một đoạn lời quốc ca được in trên mặt sau của tờ 5 manat Azerbaijan

### Lời tiếng Azerbaijan
| Ký tự Latinh | Ký tự Kirin | Ký tự Ả Rập |
| --- | --- | --- |
| Azərbaycan! Azərbaycan! Ey qəhrəman övladın şanlı Vətəni! Səndən ötrü can verməyə cümlə hazırız! Səndən ötrü qan tökməyə cümlə qadiriz! 𝄆 Üçrəngli bayrağınla məsud yaşa! 𝄇 Minlərlə can qurban oldu, Sinən hərbə meydan oldu! Hüququndan keçən əsgər, Hərə bir qəhrəman oldu! Sən olasan gülüstan, Sənə hər an can qurban! Sənə min bir məhəbbət Sinəmdə tutmuş məkan! Namusunu hifz etməyə, Bayrağını yüksəltməyə Namusunu hifz etməyə, Cümlə gənclər müştaqdır! Şanlı Vətən! Şanlı Vətən! Azərbaycan! Azərbaycan! | Азәрбајҹан! Азәрбајҹан! Еј гәһрәман өвладын шанлы Вәтәни! Сәндән өтрү ҹан вермәјә ҹүмлә һазырыз! Сәндән өтрү ган төкмәјә ҹүмлә гадириз! Үчрәнҝли бајрағынла мәсʼуд јаша! Минләрлә ҹан гурбан олду, Синән һәрбә мејдан олду! Һүгугундан кечән әсҝәр, Һәрә бир гәһрәман олду! Сән оласан ҝүлүстан, Сәнә һәр ан ҹан гурбан! Сәнә мин бир мәһәббәт Синәмдә тутмуш мәкан! Намусуну һифз етмәјә, Бајрағыны јүксәлтмәјә Намусуну һифз етмәјә, Ҹүмлә ҝәнҹләр мүштагдыр! Шанлы Вәтән! Шанлы Вәтән! Азәрбајҹан! Азәрбајҹан! | آذربایجان! آذربایجان! ای قهرمان اولادین شانلی وطنی! سندن اوترو جان ورمه‌یه جومله حاضریز! سندن اوتروقان توکمه‌یه جومله قادیریز! 𝄇 اوچرنگلی بایراقین‌لا مسعود یاشا! 𝄆 مینلرله جان قوربان اولدو، سینن حربه میدان اولدو! حقوقوندان کچن عسکر، هره بیر قهرمان اولدو! سن اولاسان گولوستان، سنه هرآن جان قوربان! سنه مین بیر محبت سینه‌مده توتموش مکان! ناموسونو حیفظ اتمه‌یه، بایراقینی یوکسلتمه‌یه ناموسونو حیفظ اتمه‌یه، جومله گنجلر موشتاقدیر! شانلی وطن! شانلی وطن! آذربایجان! آذربایجان! |

#### Trong các bảng chữ cái khác
| Ký tự Latinh (phiên bản 1992) | Ký tự Kirin (phiên bản 1939) | Ký tự Latinh (1933–1939) | Ký tự Latinh (1929–1933) | Ký tự Gruzia | Chuyển tự IPA |
| --- | --- | --- | --- | --- | --- |
| Azärbaycan! Azärbaycan! Ey qähräman övladın şanlı Vätäni! Sändän ötrü can vermäyä cümlä hazırız! Sändän ötrü qan tökmäyä cümlä qadiriz! Üçrängli bayrağınla mäsud yaşa! Minlärlä can qurban oldu, Sinän härbä meydan oldu! Hüququndan keçän äsgär, Härä bir qähräman oldu! Sän olasan gülüstan, Sänä här an can qurban! Sänä min bir mähäbbät Sinämdä tutmuş mäkan! Namusunu hifz etmäyä, Bayrağını yüksältmäyä Namusunu hifz etmäyä, Cümlä gänclär müştaqdır! Şanlı Vätän! Şanlı Vätän! Azärbaycan! Azärbaycan! | Азәрбайҹан! Азәрбайҹан! Эй гәһрәман өвладын шанлы Вәтәни! Сәндән өтрү ҹан вермәйә ҹүмлә һазырыз! Сәндән өтрү ган төкмәйә ҹүмлә гадириз! Үчрәнҝли байрағынла мәсуд яша! Минләрлә ҹан гурбан олду, Синән һәрбә мейдан олду! Һүгугундан кечән әсҝәр, Һәрә бир гәһрәман олду! Сән оласан ҝүлүстан, Сәнә һәр ан ҹан гурбан! Сәнә мин бир мәһәббәт Синәмдә тутмуш мәкан! Намусуну һифз этмәйә, Байрағыны йүксәлтмәйә Намусуну һифз этмәйә, Ҹүмлә ҝәнҹләр мүштагдыр! Шанлы Вәтән! Шанлы Вәтән! Азәрбайҹан! Азәрбайҹан! | Azərʙajçan! Azərʙajçan! Ej qəhrəman ɵvladьn şanlь Vətəni! Səndən ɵtry çan verməjə çymlə hazьrьz! Səndən ɵtry qan tɵkməjə çymlə qadiriz! Ycrəngli ʙajraƣьnla məsud jaşa! Minlərlə çan qurʙan oldu, Sinən hərʙə mejdan oldu! Hyququndan kecən əsgər, Hərə ʙir qəhrəman oldu! Sən olasan gylystan, Sənə hər an çan qurʙan! Sənə min ʙir məhəʙʙət Sinəmdə tutmuş məkan! Namusunu hifz etməjə, Bajraƣьnь jyksəltməjə Namusunu hifz etməjə, Çymlə gənçlər myştaqdьr! Şanlь Vətən! Şanlь Vətən! Azərʙajçan! Azərʙajçan! | Azərbajcan! Azərbajcan! Ej kəhrəman ɵvladı̡n зanlı̡ Vətəni! Səndən ɵtru can verməjə cumlə hazı̡rı̡z! Səndən ɵtru kan tɵkməjə cumlə kadiriz! Uçrənƣli bajragı̡nla məsyd jaзa! Minlərlə can kyrban oldy, Sinən hərbə mejdan oldy! Hukykyndan keçən əsƣər, Hərə bir kəhrəman oldy! Sən olasan ƣulustan, Sənə hər an can kyrban! Sənə min bir məhəbbət Sinəmdə tytmyз məkan! Namysyny hifz etməjə, Bajragı̡nı̡ juksəltməjə Namysyny hifz etməjə, Cumlə ƣənclər muзtakdı̡r! Зanlı̡ Vətən! зanlı̡ Vətən! Azərbajcan! Azərbajcan! | აზა̈რბაჲჯან! აზა̈რბაჲჯან! ჱ ყა̈ჰრა̈მა̈ნ ო̈ვლადინ შანლი ვა̈თა̈ნი̈! სა̈ნდა̈ნ ო̈თრუ̈ ჯან ვერმა̈ჲა̈ ჯუ̈მლა̈ ჰაზირიზ! სა̈ნდა̈ნ ო̈თრუ̈ ყან თო̈ქმა̈ჲა̈ ჯუ̈მლა̈ ყადირიზ! უ̈ჩრა̈ნგლი̈ ბაჲრაღინლა მა̈სუდ ჲაშა! მი̈ნლა̈რლა̈ ჯან ყურბან ოლდუ, სი̈ნა̈ნ ჰა̈რბა̈ მჱდან ოლდუ! ჰუ̈ყუყუნდან ქეჩა̈ნ ა̈სგა̈რ, ჰა̈რა̈ ბი̈რ ყა̈ჰრა̈მა̈ნ ოლდუ! სა̈ნ ოლასან გუ̈ლუ̈სთან, სა̈ნა̈ ჰა̈რ ან ჯან ყურბან! სა̈ნა̈ მი̈ნ ბი̈რ მა̈ჰა̈ბბა̈თ სი̈ნა̈მდა̈ თუთმუშ მა̈ქან! ნამუსუნუ ჰი̈ჶზ ეთმა̈ჲა̈, ბაჲრაღინი ჲუ̈ქსა̈ლთმა̈ჲა̈ ნამუსუნუ ჰი̈ჶზ ეთმა̈ჲა̈, ჯუ̈მლა̈ გა̈ნჯლა̈რ მუ̈შთაყდირ! შანლი ვა̈თა̈ნ! შანლი ვა̈თა̈ნ! აზა̈რბაჲჯან! აზა̈რბაჲჯან! | [ɑ̝.z̪æ̞ɾ.bɑ̝j.ˈd͡ʒɑ̝n ǀ ɑ̝.z̪æ̞ɾ.bɑ̝j.ˈd͡ʒɑ̝n ‖] [ej gæ̞h.ɾæ̞.ˈmɑ̝n ø̞v.ɫɑ̝.ˈd̪ɯ̞n ʃɑ̝n.ˈɫɯ̞ væ̞.t̪æ̞.ˈni ‖] [s̪æ̞n.ˈd̪æ̞n ø̞t̪.ˈɾy d͡ʒɑ̝n veɾ.mæ̞.ˈjæ̞ d͡ʒym.ˈlæ̞ hɑ̝.z̪ɯ̞.ˈɾɯ̞z̪ ‖] [s̪æ̞n.ˈd̪æ̞n ø̞t̪.ˈɾy gɑ̝n t̪ø̞c.mæ̞.ˈjæ̞ d͡ʒym.ˈlæ̞ gɑ̝.d̪ɯ̞.ˈɾɯ̞z̪ ‖] 𝄆 [yt͡ʃ.ɾæ̞ɲɟ.ˈli bɑ̝j.ɾɑ̝.ɣɯ̞n.ˈɫɑ̝ mæ̞.ˈs̪ut̪ jɑ̝.ˈʃɑ̝ ‖] 𝄇 [min.læ̞ɾ.ˈlæ̞ d͡ʒɑ̝n guɾ.ˈbɑ̝n o̞ɫ.ˈd̪u ǀ] [s̪i.ˈnæ̞n hæ̞ɾ.ˈbæ̞ mej.ˈd̪ɑ̝n o̞ɫ.ˈd̪u ‖] [hy.gu.gun.ˈd̪ɑ̝n ce.ˈt͡ʃæ̞n æ̞s̪.ˈcæ̞ɾ ǀ] [hæ̞.ˈɾæ̞ biɾ gæ̞h.ɾæ̞.ˈmɑ̝n o̞ɫ.ˈd̪u ‖] [s̪æ̞n o̞.ɫɑ̝.ˈs̪ɑ̝n ɟy.lys̪.ˈt̪ɑ̝n ǀ] [s̪æ̞.ˈnæ̞ hæ̞.ˈɾɑ̝n d͡ʒɑ̝n guɾ.ˈbɑ̝n ‖] [s̪æ̞.ˈnæ̞ mim‿biɾ mæ̞.hæ̞b.ˈbæ̞t̪] [s̪i.næ̞m.ˈd̪æ̞ t̪ut̪.ˈmuʃ mæ̞.ˈcɑ̝n ‖] [nɑ̝.mu.s̪u.ˈnu hifz̪ et̪.mæ̞.ˈjæ̞ ǀ] [bɑ̝j.ɾɑ̝.ɣɯ̞.ˈnɯ̞ jyç.s̪æ̞lt̪.mæ̞.ˈjæ̞] [nɑ̝.mu.s̪u.ˈnu hifz̪ et̪.mæ̞.ˈjæ̞ ǀ] [d͡ʒym.ˈlæ̞ ɟæ̞nd͡ʒ.ˈlæ̞ɾ myʃ.t̪ɑ̝g.ˈd̪ɯ̞ɾ ‖] [ʃɑ̝n.ˈɫɯ̞ væ̞.ˈt̪æ̞n ǀ ʃɑ̝n.ˈɫɯ̞ væ̞.ˈt̪æ̞n ‖] [ɑ̝.z̪æ̞ɾ.bɑ̝j.ˈd͡ʒɑ̝n ǀ ɑ̝.z̪æ̞ɾ.bɑ̝j.ˈd͡ʒɑ̝n ‖] |

### Lời tiếng Việt

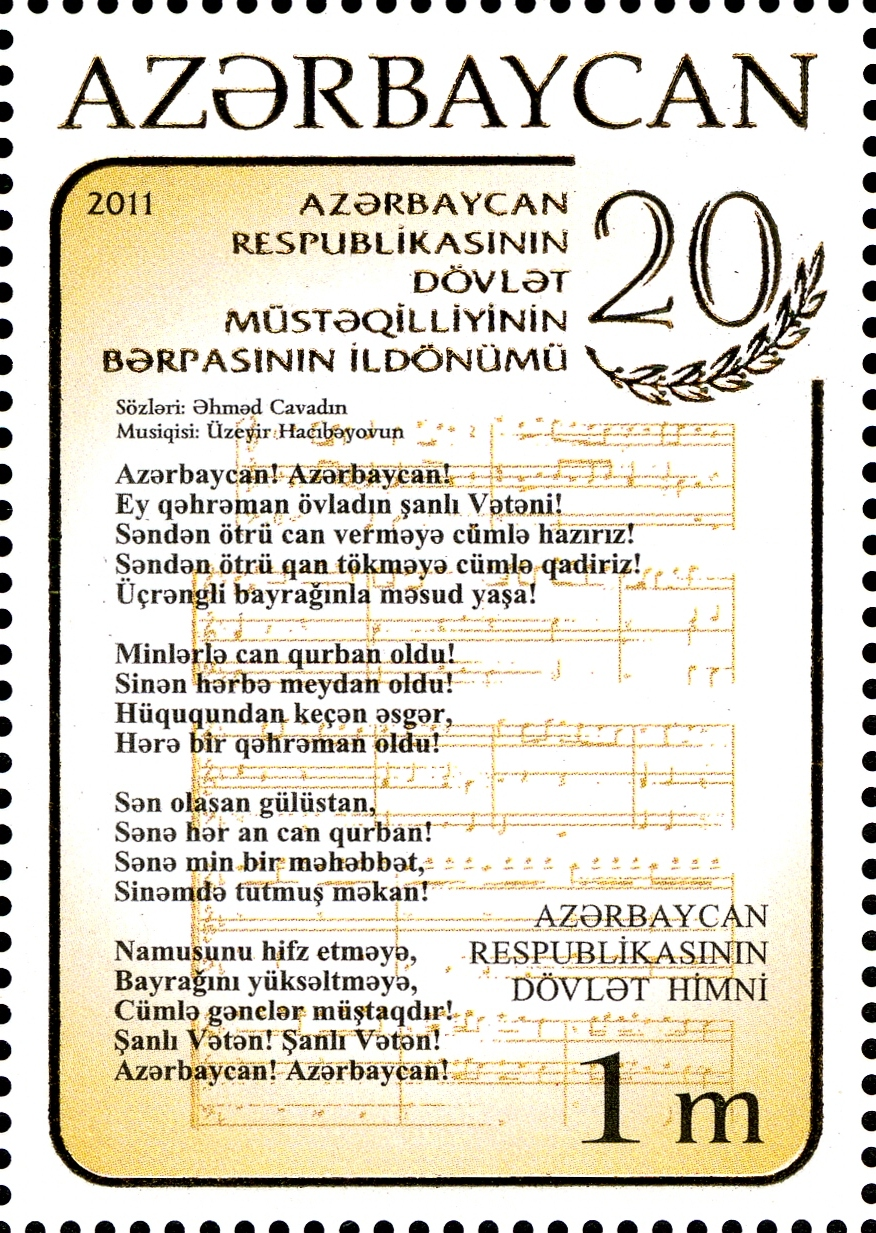
Tem bưu chính Azerbaijan năm 2011 có lời quốc ca

Azerbaijan! Azerbaijan!
Hỡi Tổ quốc ơi, vinh quang và đầy những anh hùng!
Toàn dân ơi hãy chiến đấu vì độc lập, tự do!
Và xin dâng cả máu cho đất nước này, cho đồng bào ta!
Quốc kỳ chúng ta tung bay là cuộc sống tươi đẹp!
Quốc kỳ chúng ta tung bay là cuộc sống tươi đẹp!
Hàng trăm năm qua, đã bao hy sinh,
Mảnh đất quê ta – mảnh đất ướm máu!
Kìa bao công dân đã phải ra đi
Đổi lấy chiến thắng cho cả đất nước
Hãy trở về với vườn hoa đất Mẹ,
Vĩnh viễn luôn toả ngát hương thơm!
Chúng con thề sẽ sống chết vì Người,
Vì trái tim này nguyện mãi thủy chung!
Dũng cảm đương đầu, bảo vệ đất nước,
Để lá quốc kỳ hiên ngang đẹp tươi,
Để dân tộc này sẽ được hạnh phúc,
Tuổi trẻ chúng ta xung phong tiền tuyến!
Quê hương của ta! Quê hương của ta!
Azerbaijan! Azerbaijan!
Azerbaijan! Azerbaijan!

## Chuyển thể âm nhạc

### Nhạc cổ điển
Vào năm 2012, Philip Sheppard cùng Dàn nhạc Giao hưởng Luân Đôn đã thu âm bài hát cho Thế vận hội Mùa hè 2012 và Thế vận hội Paralympics Mùa hè 2012.